# Замок Моні

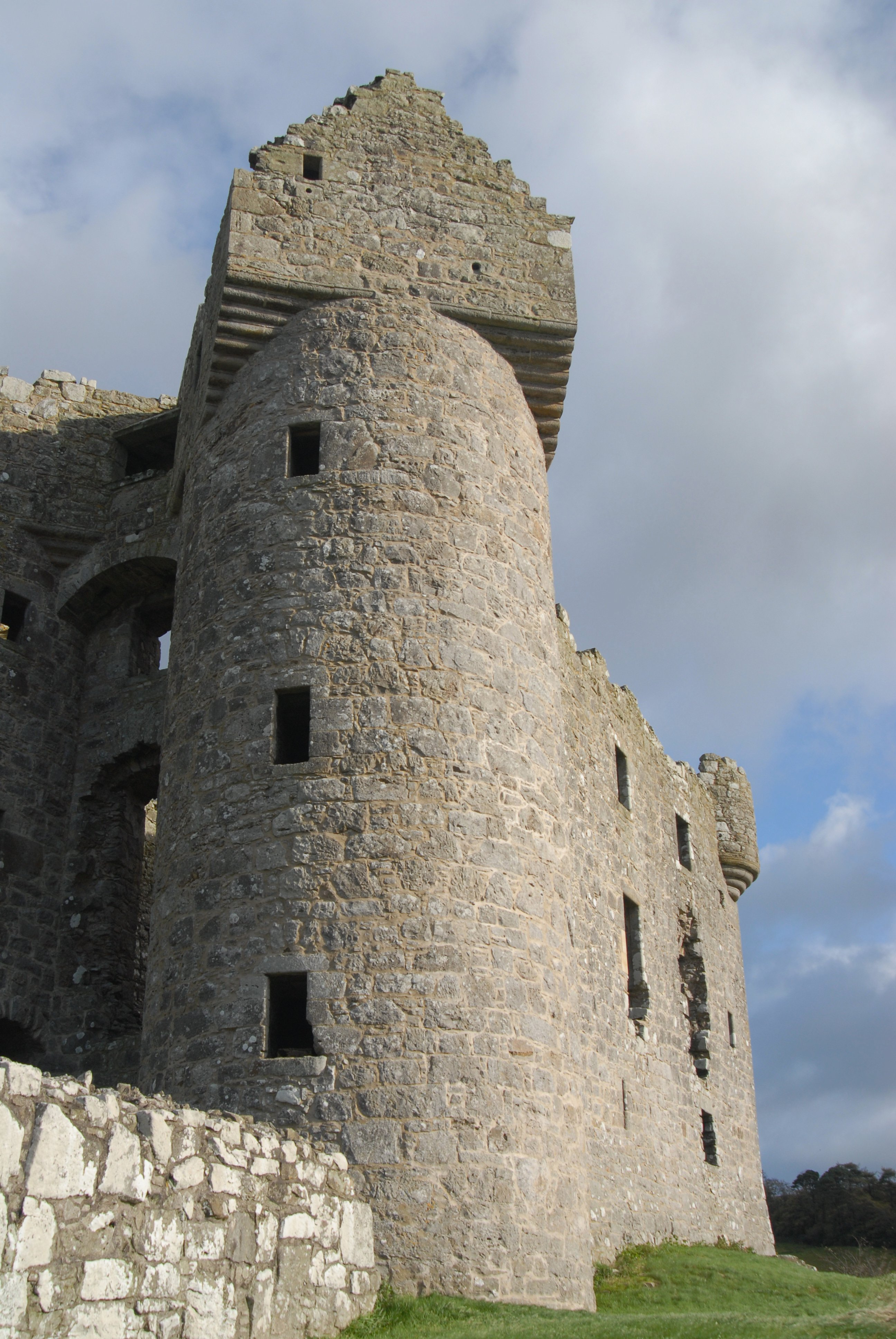
Замок Моні.

Замок Моні (англ. Monea Castle, ірл. Caisleán na Maigh Niadh) — Кашлєн на Ма Ніа — один із замків Ірландії, розташований біля селища Моні (Ма Ня) в графстві Фермана, Північна Ірландія. Нині замок Моні є пам'яткою історії та архітектури і охороняється законом. Замок стоїть на скелі біля озера, що нині висохло.

## Особливості архітектури
Замок Моні побудований під впливом архітектури шотландських замків. Замок являє собою прямокутну вежу на три поверхи, з високим горищем і скемінчатою залою на першому поверсі. Замок має дві потужні напівциліндричні башти по обидва боки від входу в замок та флангові башти в західній частині замку. На баштах є карнизи з ворон-ступінчастими фронтонами — типовими для шотландських замків.

## Історія замку Моні
Замок був побудований на землях клану ірландського Магвайр шотландськими колоністами після остаточного завоювання Ірландії Англією і завершення Дев'ятирічної війни в Ірландії. На цьому місці до цього були укріплення клану Магвайр та кранног — традиційна оборонна кельтська споруда — штучний острів посеред озера. Будівництво замку Моні було розпочату в 1616 році ректором пріорату Девеніш — преподобним Малкольмом Гамільтоном. Будівництво замку було завершене в 1622 році, незадовго до того, як Молкольм Гамільтон став архієпископом Кашель в 1623 році.
У 1641 році спалахнуло повстання за незалежність Ірландії. Один із лідерів повстання — Рорі Магвайр — вождь клану Магвайр напав на замок Моні і здобув його. Деякий час замок Моні перебував в руках клану Магвайр. Що не визнавав владу Англії. У 1688 році під час так званих вільямітських війн замок захопив Густав Гамільтон — губернатор Енніскіллен, що помер у 1691 році. Густав Гамільтон зазнав величезних фінансових втрат під час вільямітських війн. Його дружина і діти продовжували жити в замку Моні, але змушені були продати замок Моні та маєток навколо замку в 1704 році. У 1750 році в замку сталася пожежа і замок був знищений вогнем. Замок був закинутий і перетворився в руїни. У ХХ столітті в руїнах замку поселилася жінка на ім'я МакКейб і жила там, доки не була виселена власником землі і руїн замку.